# Ельня (Крым)
Е́льня (до 1948 года Менле́р; укр. Єльня, крымскотат. Miñler, Минълер) — исчезнувшее село в Красногвардейском районе Республики Крым, располагавшееся крайнем на юго-западе района, в степной части Крыма, примерно в 1 км к севернее села Трактовое.

## История
Первое документальное упоминание села встречается в Камеральном Описании Крыма… 1784 года, судя по которому, в последний период Крымского ханства Менгелер входил в Ташлынский кадылык Акмечетского каймаканства. После присоединения Крыма к России (8) 19 апреля 1783 года, (8) 19 февраля 1784 года, именным указом Екатерины II сенату, на территории бывшего Крымского Ханства была образована Таврическая область и деревня была приписана к Евпаторийскому уезду. После Павловских реформ, с 1796 по 1802 год, входила в Акмечетский уезд Новороссийской губернии. По новому административному делению, после создания 8 (20) октября 1802 года Таврической губернии, Менлер был включён в состав Урчукской волости Евпаторийского уезда.
По Ведомости о волостях и селениях, в Евпаторийском уезде с показанием числа дворов и душ… от 19 апреля 1806 года в деревне Менлер числилось 10 дворов, 64 крымских татарина и 8 цыган. На военно-топографической карте генерал-майора Мухина 1817 года деревня Минлер обозначена с 15 дворами. После реформы волостного деления 1829 года Минлер, согласно «Ведомости о казённых волостях Таврической губернии 1829 года» остался в прежней волости. На карте 1836 года в деревне 15 дворов. Видимо, вследствие эмиграции крымских татар Турцию деревня заметно опустела и на карте 1842 года обозначена условным знаком «малая деревня», то есть, менее 5 дворов.
После земской реформы 1860-х годов Александра II деревню приписали к Абузларской волости. Согласно «Списку населённых мест Таврической губернии по сведениям 1864 года», составленному по результатам VIII ревизии 1864 года, Минлер — владельческий хутор с 1 двором и 8 жителями при колодцах. По обследованиям профессора А. Н. Козловского 1867 года, вода в колодцах деревни Менглер была солоновато-горькая, а их глубина достигала 26—30 саженей (55—63 м). На трехверстовой карте Шуберта 1865—1876 года обозначена экономия Менлер без указания числа дворов.
В «Памятной книге Таврической губернии 1889 года» по результатам Х ревизии 1887 года записан Менлер с 2 дворами и 12 жителями. Согласно «…Памятной книжке Таврической губернии на 1892 год», в деревне Менлер, входившей в Биюк-Токсабинский участок, числилось 33 жителя в 7 домохозяйствах.
Земская реформа 1890-х годов в Евпаторийском уезде прошла позже остальных, в результате, к 1894 году, Менлер приписали к Кокейской волости. По «…Памятной книжке Таврической губернии на 1900 год» в волости числилась усадьба Менлер с 38 жителями и 11 дворами. По Статистическому справочнику Таврической губернии. Ч.II-я. Статистический очерк, выпуск пятый Евпаторийский уезд, 1915 год, в Кокейской волости Евпаторийского уезда числились 2 экономии Менлер. Саврицкой-Бровко — 1 двор без приписных жителей и с 16 — «посторонними») и В. и М. Алифановых — 7 дворов (5 дворов с землёй, 2 — безземельные) с русским населением в количестве 20 человек приписных жителей и 50 — «посторонних», из которых 32 мужчины и 27 женщин. В экономии числилось 1400 десятин земли. В хозяйстве имелось 50 лошадей, 44 вола, 14 коров и 24 головы мелкого скота.
После установления в Крыму Советской власти, по постановлению Крымревкома от 8 января 1921 года была упразднена волостная система и село включили в состав вновь созданного Сарабузского района Симферопольского уезда, а в 1922 году уезды получили название округов. 11 октября 1923 года, согласно постановлению ВЦИК, в административное деление Крымской АССР были внесены изменения, в результате которых был ликвидирован Сарабузский район и образован Симферопольский и село включили в его состав. Согласно Списку населённых пунктов Крымской АССР по Всесоюзной переписи 17 декабря 1926 года, в селе Менлер, Джума-Абламского сельсовета Симферопольского района, числилось 33 двора, из них 32 крестьянских, население составляло 116 человек, из них 57 русских, 32 немца, 22 украинца, 1 эстонец, 4 записаны в графе «прочие». Постановлением ВЦИК «О реорганизации сети районов Крымской АССР» от 30 октября 1930 года, был создан немецкий национальный (лишённый статуса национального постановлением Оргбюро ЦК КПСС от 20 февраля 1939 года) Биюк-Онларский район и село включили в его состав.
После освобождения Крыма от фашистов в апреле, 12 августа 1944 года было принято постановление № ГОКО-6372с «О переселении колхозников в районы Крыма» и в сентябре 1944 года в район приехали первые новоселы (57 семей) из Винницкой и Киевской областей, а в начале 1950-х годов последовала вторая волна переселенцев из различных областей Украины. С 25 июня 1946 года селение в составе Крымской области РСФСР. Указом Президиума Верховного Совета РСФСР от 18 мая 1948 года, Менлер переименовали в Ельню. 26 апреля 1954 года Крымская область была передана из состава РСФСР в состав УССР. Время включения в Краснознаменский сельсовет пока не установлено: на 15 июня 1960 года село уже числилось в его составе. Указом Президиума Верховного Совета УССР «Об укрупнении сельских районов Крымской области», от 30 декабря 1962 года село присоединили к Красногвардейскому району. Упразднено между 1 июня 1977 года (на эту дату село ещё числилось в составе Краснознаменского совета) и 1985 годом (в перечнях административно-территориальных изменений после этой даты не упоминается).

### Динамика численности населения
| - 1805 год — 72 чел. - 1864 год — 8 чел. - 1889 год — 12 чел. - 1892 год — 33 чел. | - 1900 год — 38 чел. - 1915 год — 20/66 чел. - 1926 год — 116 чел. |